# Pomègues
Isla de Pomègues (en francés: Île de Pomègues) es una isla que se encuentra en la bahía de Marsella a veinte minutos en barco desde vieux-port (el puerto viejo), al sur de Francia.
Es parte del archipiélago de Frioul, que también incluye la isla de Ratonneau, y la isla de Chateau d'If (Isla del Castillo de If). Está conectada por la presa de Berry, construida en 1822 en la isla de Ratonneau.
La isla Pomègues tiene una longitud de 2,7 km y una altura de 89 metros, se trata de la isla más grande del archipiélago de Frioul.